# TechNet

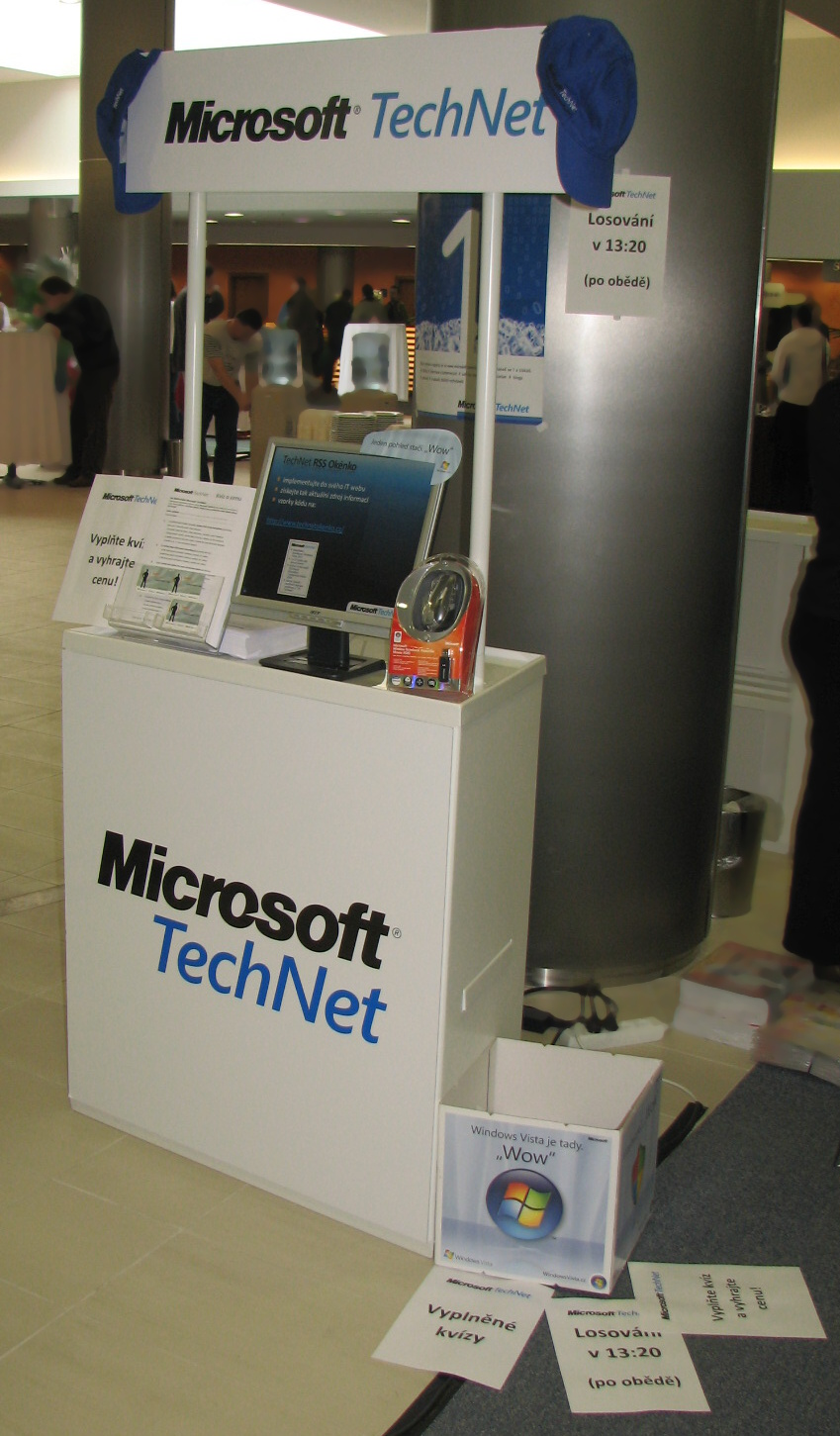
一个关于Microsoft TechNet的展台

Microsoft TechNet是微軟公司（Microsoft）为面向IT专业人士推出的服务。提供該公司產品有關的技术信息与软件下载。类似于微软面向开发者提供的微软开发者网络（MSDN）服务。

## 服务一览
- TechNet 订阅（页面存档备份，存于） - TechNet 订阅是一项订阅计划，旨在提供优质的技术资源来帮助 IT 专业人员有效地进行评估、测试和故障排除。TechNet 订阅可让用户在订阅期内获得并使用完整版的 Microsoft 软件（如操作系统、Office 等开发工具以外的软件）。许可范围仅限制于评估目的，需要注意的是不能用于开发环境与生产环境。如果用于开发目的，则应当选择 MSDN 订阅，其他以外的生产环境使用应当购入完整的产品许可。测试软件以下载方式或寄送媒体的方式的合约计划。
- TechNet 技术资料库（页面存档备份，存于） - 提供微软产品的技术资料。
- TechNet 评估中心（页面存档备份，存于） - 提供微软产品的测试版本下载。
- Technet 论坛 - 面向 IT 专业人士的论坛。
- Technet 活动（页面存档备份，存于） - 面向 IT 专业人士的活动。提供如 TechNet 网络广播、Technical Audience 动手实验营等。
- Windows Sysinternals（页面存档备份，存于） -  提供 Sysinternals 实用工具。
- TechNet Magazine（页面存档备份，存于） - 解说技术动向与免费工具的在线杂志。
- 脚本中心（页面存档备份，存于） - 提供以 Windows PowerShell 和 VBScript 为主的系统管理脚本。
- TechNet 中文网络广播（页面存档备份，存于） - 提供以视频形式的免费在线讲座。